# アブダビ・トラム
アブダビ・トラム（英: Abu Dhabi Tram）は、より幅広い長期的な輸送戦略の一環として、アラブ首長国連邦のアブダビ政府が計画しているトラム・システムである。
2009年に、何も具体化されていないにもかかわらず、2014年にトラム・システムがサービスに入ることが示唆された。
トラムのネットワークには、約50億ドルの費用が掛かると予想されている。

## ネットワーク
延長340kmのトラムのネットワークが計画されている。
トラムのネットワークには3路線があり、リーム、Suwa、カリーファ・シティA・B、アル・ラハ・ビーチおよびサディヤット島を接続する、CBDに集中している。